# Dorfkirche Groß Leppin

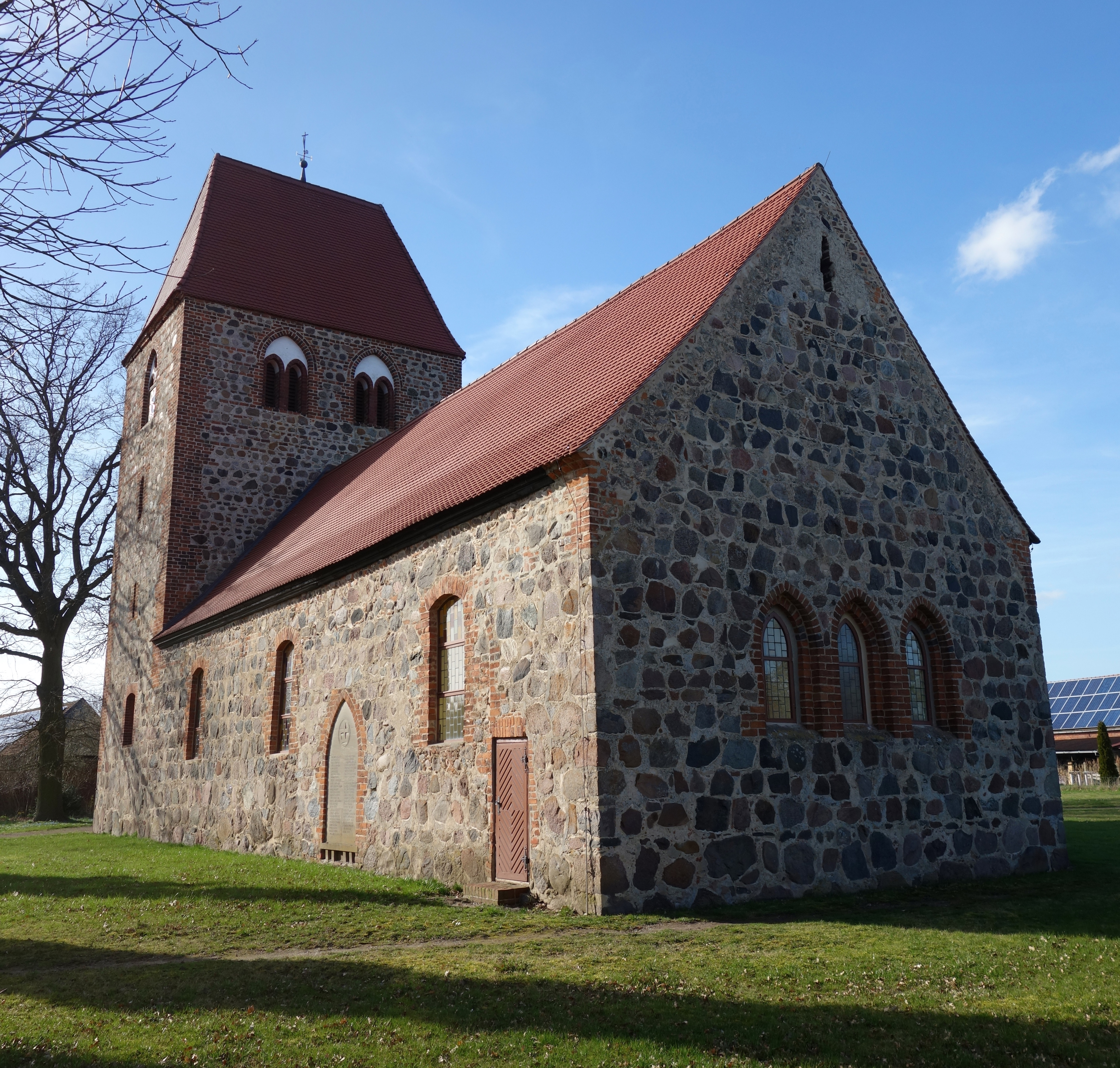
Dorfkirche Groß Leppin

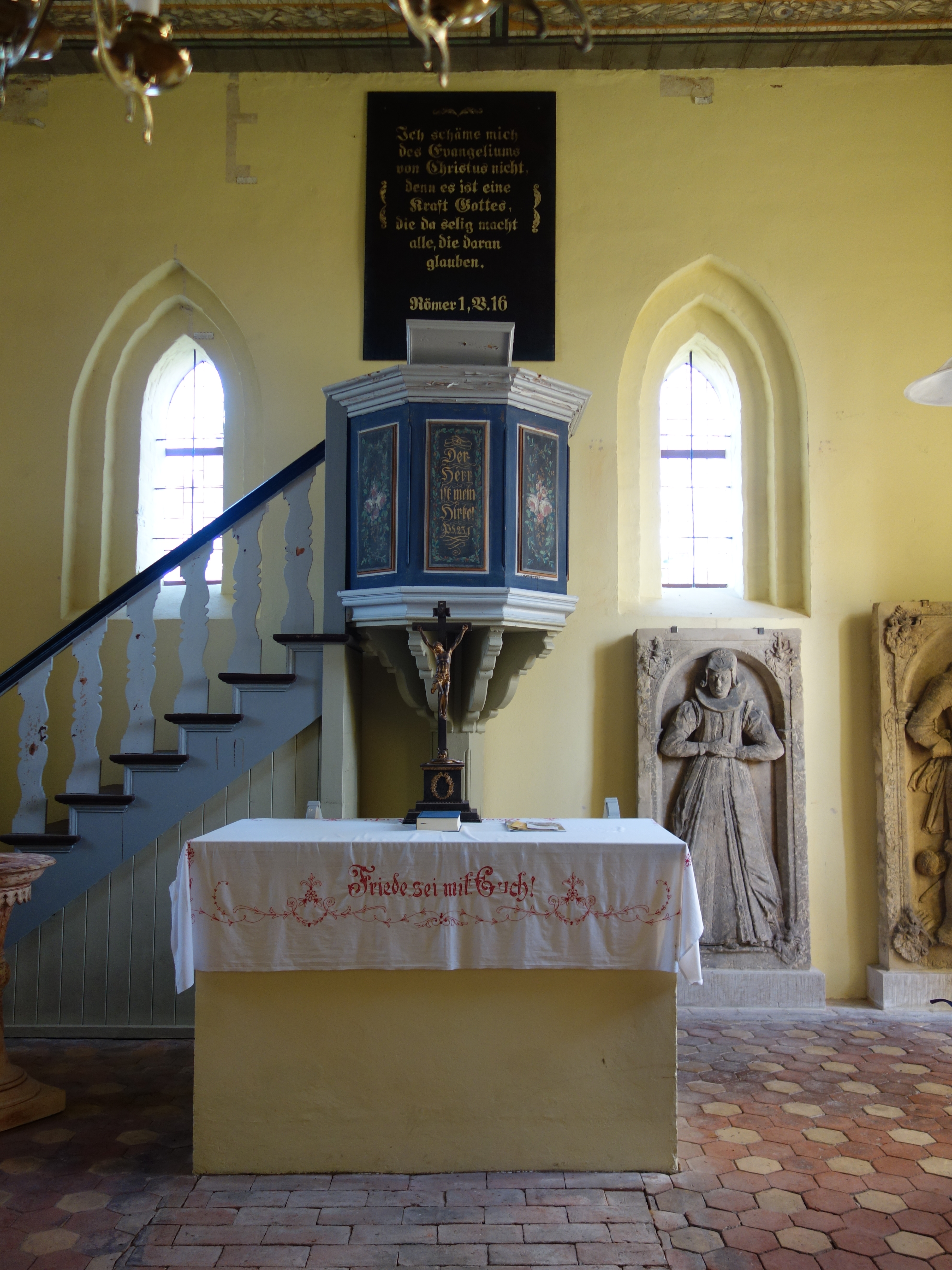
Kanzelaltar

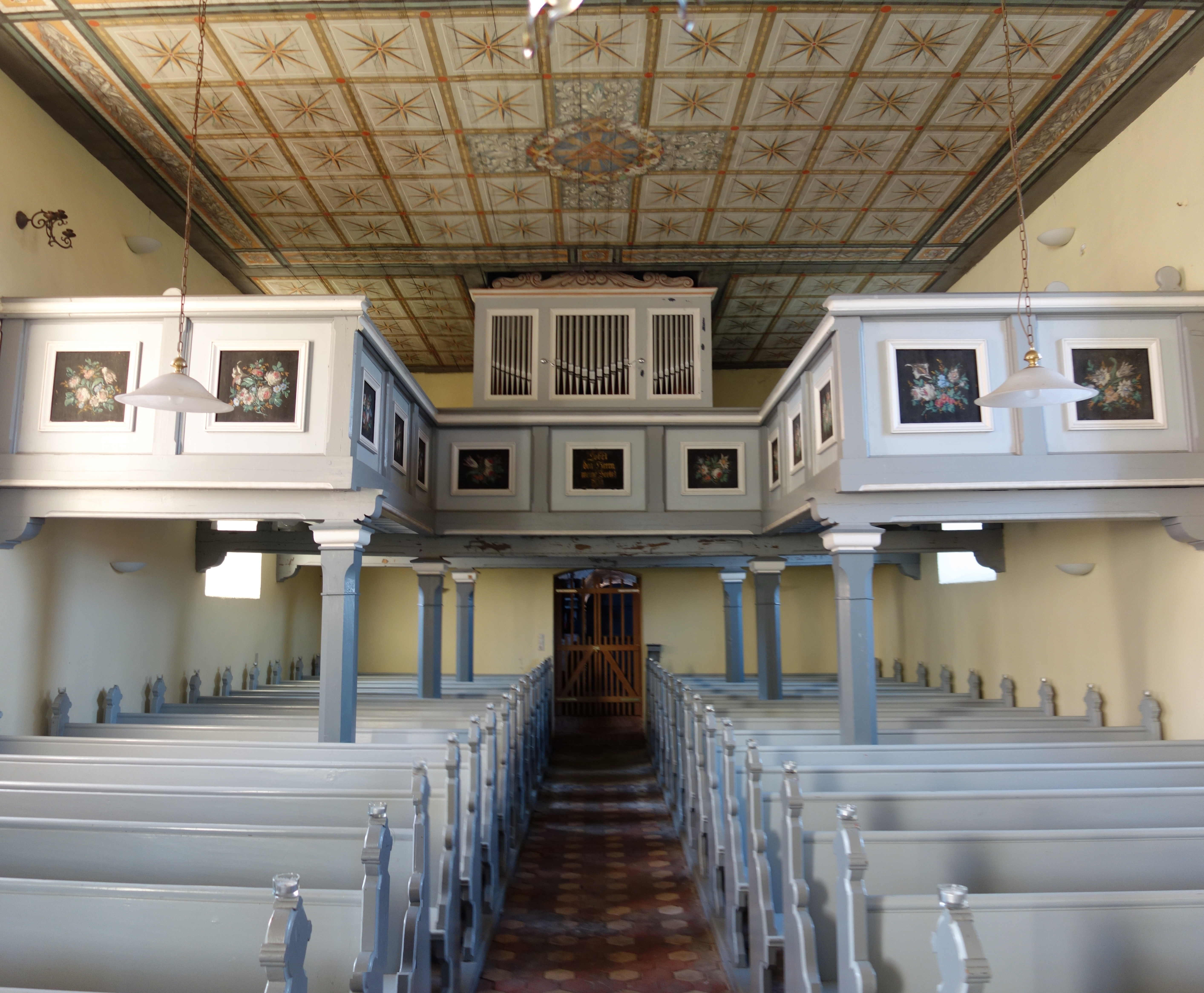
Innenansicht nach Westen

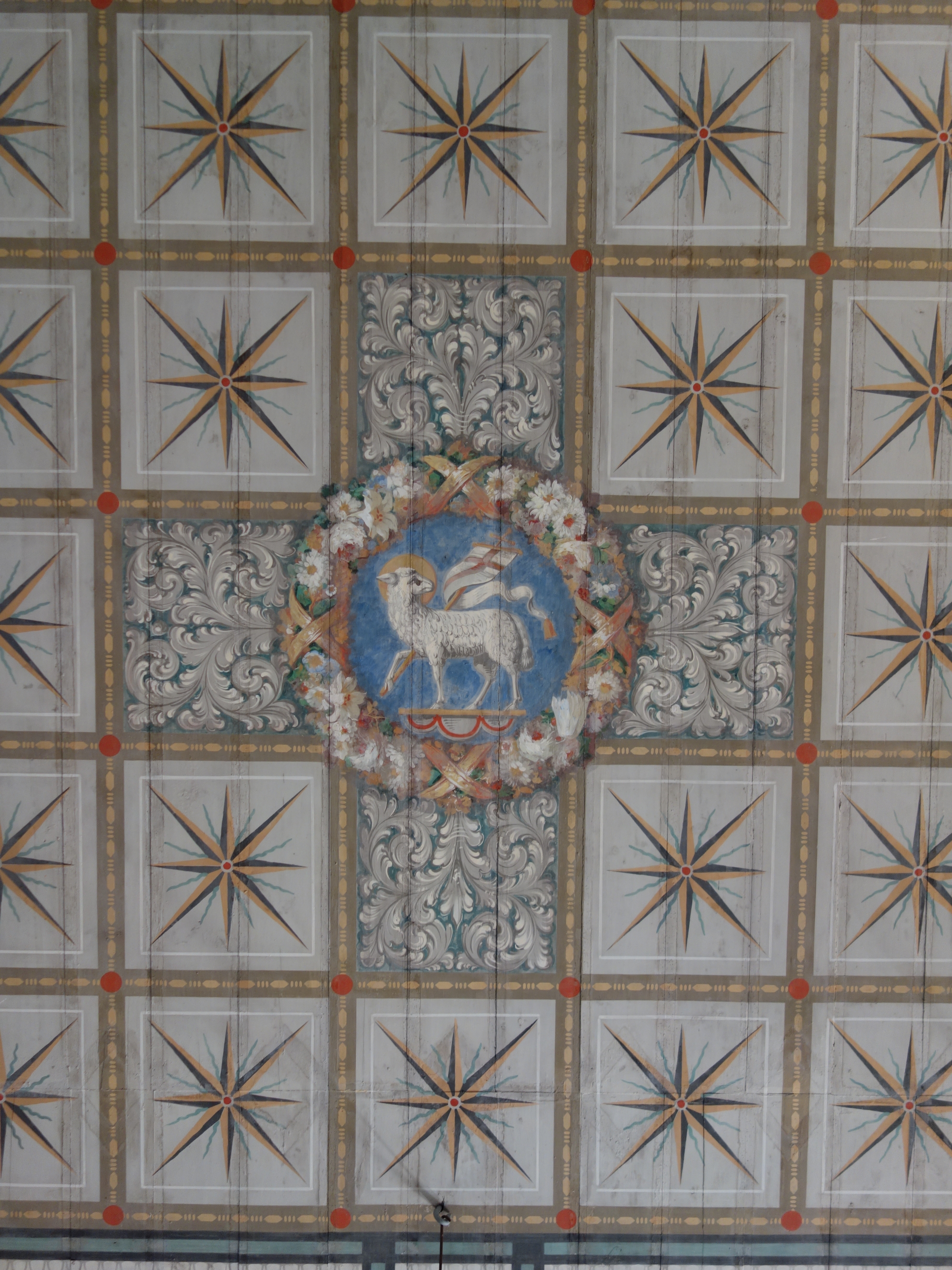
Deckenbemalung

Die evangelische Dorfkirche Groß Leppin ist eine gotische Saalkirche in Groß Leppin im Ortsteil Glöwen von Plattenburg im Landkreis Prignitz in Brandenburg. Sie gehört zum Pfarrsprengel Glöwen-Schönhagen im Kirchenkreis Prignitz der Evangelischen Kirche Berlin-Brandenburg-schlesische Oberlausitz.

## Geschichte und Architektur
Die Kirche ist ein flachgedeckter Saalbau aus Feldsteinmauerwerk, der vermutlich aus der Mitte des 14. Jahrhunderts stammt, der Westturm wurde nach dendrochronologischer Datierung erst 1459 (d) aufgeführt. Um 1711 (d) wurden die Wände aufgestockt, die Fenster vergrößert und das Dachwerk errichtet. Vom gotischen Bau sind das stichbogige Westportal in hoher, abgerundeter Spitzbogenblende in Backstein und die leicht gestaffelte Dreifenstergruppe der Ostwand in gestuftem Backsteingewände erhalten; zwei ähnliche Fenster auf der Nordseite des Schiffs sind zugesetzt, ebenso das spitzbogige Südportal. Die gekuppelten spitzbogigen Schallöffnungen des Turms wurden ebenfalls in Backstein eingefasst. Im Turm ist eine Mauertreppe eingebaut, ein breiter flacher Rundbogen zum Schiff wurde auf Türformat verkleinert. Die Deckenbemalung mit dem Lamm Gottes in zentralem Blumenkranz und Blumenbilder an der Empore sowie der Kanzelaltar wurden von Robert Sandfort in den 1920er Jahren geschaffen. Die Decke wurde im Jahr 2014 restauriert.

## Ausstattung
Zur Ausstattung gehören zwei Ölgemälde aus dem 18. Jahrhundert, welche die Geburt Christi und Christus am Kreuz zeigen. An der Westseite des Turms seitlich des Eingangs befanden sich zwei wertvolle Figurengrabsteine für Anna und Jacob von Saldern († 1598 und 1602), welche die Verstorbenen in ganzer Figur vor rundbogiger Nische, mit Wappen und umlaufender Inschrift zeigen. Diese Grabsteine wurden 2016 restauriert und ins Innere der Kirche umgesetzt.